# Бриџтаун (Мисисипи)
Бриџтаун (енгл. Bridgetown) насељено је место без административног статуса у америчкој савезној држави Мисисипи.

## Демографија
По попису из 2010. године број становника је 1.742.
| Група             | 2000.    | 2010.         |
| Белци             | 0 (0,0%) | 1.666 (95,6%) |
| Афроамериканци    | 0 (0,0%) | 29 (1,7%)     |
| Азијати           | 0 (0,0%) | 9 (0,5%)      |
| Хиспаноамериканци | 0 (0,0%) | 17 (1,0%)     |
| Укупно            | 0        | 1.742         |